# Helmut Wendelborn

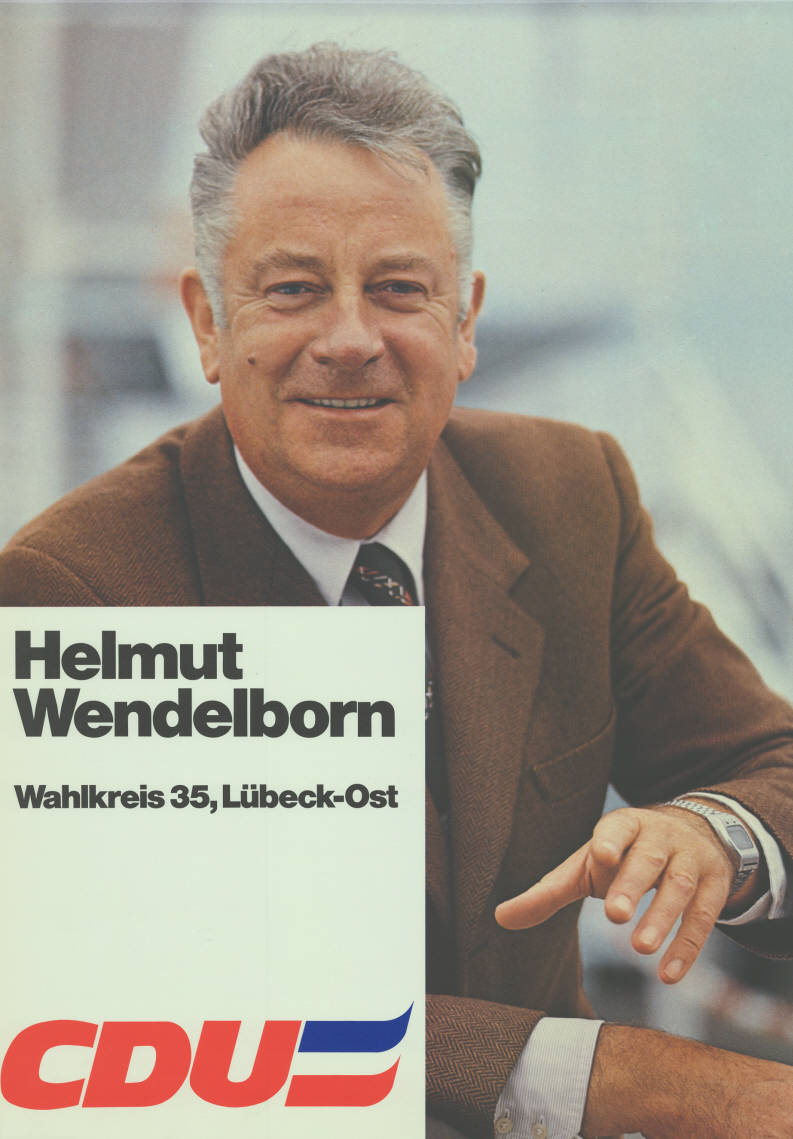
Kandidatenplakat zur Landtagswahl in Schleswig-Holstein 1979

Helmut Wendelborn (* 19. Dezember 1926 in Travemünde; † 24. Oktober 2003 in Lübeck) war ein deutscher Unternehmer und Politiker (CDU).

## Leben
Wendelborn beantragte am 3. Februar 1944 die Aufnahme in die NSDAP und wurde zum 20. April desselben Jahres aufgenommen (Mitgliedsnummer 9.706.923). Er war als Unternehmer im Bereich des öffentlichen Personenverkehrs tätig. Sein 1945 gegründetes Unternehmen, die Lübeck-Travemünder Verkehrsgesellschaft (LVG), wurde 1994 noch zu seinen Lebzeiten vom heutigen Stadtverkehr Lübeck im Wege des Unternehmenskaufs übernommen.
Als Politiker war Wendelborn zunächst ab 1955 bürgerliches Ausschussmitglied der Lübecker Bürgerschaft tätig, der er von 1982 bis 1990 auch als Mandatsträger angehörte. In dieser Zeit war er auch ehrenamtlicher Senator der Hansestadt.
Wendelborn war von 1957 bis 1972, zuerst über den Wahlkreis Lübeck, Mitglied des Bundestages. In der sechsten Wahlperiode zog er 1971 als Nachrücker für Gerhard Stoltenberg über die Landesliste Schleswig-Holstein in den Bundestag ein. 1972 erhielt er den Verdienstorden der Bundesrepublik Deutschland am Bande und 1991 die Ehrenplakette des Senats der Hansestadt Lübeck.
Der Schwerpunkt seiner vornehmlich wirtschaftspolitischen Arbeit lag in den Bereichen der Verkehrspolitik und Fragen des Seebades Travemünde. In die Zeit seiner bundespolitischen Aktivität fällt der erste Ausbau des Travemünder Skandinavienkais unter dem Lübecker Bürgermeister Max Wartemann zum heute größten Fährhafen an der Ostsee.